# Golūjeh-ye Ḩasan Beyg
Golūjeh-ye Ḩasan Beyg (persiska: گلوجه حسن بیگ) är en ort i Iran.   Den ligger i provinsen Östazarbaijan, i den nordvästra delen av landet, 500 km väster om huvudstaden Teheran. Golūjeh-ye Ḩasan Beyg ligger 1 887 meter över havet och antalet invånare är 277.
Terrängen runt Golūjeh-ye Ḩasan Beyg är kuperad österut, men västerut är den platt. Runt Golūjeh-ye Ḩasan Beyg är det ganska glesbefolkat, med 22 invånare per kvadratkilometer. Närmaste större samhälle är Kharājū, 16,6 km söder om Golūjeh-ye Ḩasan Beyg. Trakten runt Golūjeh-ye Ḩasan Beyg består i huvudsak av gräsmarker.